# 1910 Mikhailov
Mikhailov (asteróide 1910) é um asteróide da cintura principal, a 2,9084194 UA. Possui uma excentricidade de 0,0451784 e um período orbital de 1 941,75 dias (5,32 anos).
Mikhailov tem uma velocidade orbital média de 17,06574822 km/s e uma inclinação de 10,36594º.
Esse asteróide foi descoberto em 8 de Outubro de 1972 por Lyudmila Zhuravlyova.